# Omphalogramma brachysiphon
Omphalogramma brachysiphon är en viveväxtart som beskrevs av William Wright Smith. Omphalogramma brachysiphon ingår i släktet Omphalogramma och familjen viveväxter. Inga underarter finns listade i Catalogue of Life.